# Southwark (Metropolitano de Londres)
Southwark é uma estação do Metropolitano de Londres no borough londrino de Southwark, na esquina da Blackfriars Road com a The Cut. Fica entre as estações Waterloo e London Bridge na linha Jubilee e está na Zona 1 do Travelcard. Foi inaugurado em 20 de novembro de 1999 como parte da Jubilee Line Extension. A estação fica um pouco a oeste da histórica Southwark, que é servida pelas estações Borough e London Bridge. Sua entrada fica do outro lado da rua da estação ferroviária abandonada de Blackfriars Road.
O plano original para a extensão não incluía uma estação entre Waterloo e London Bridge; A estação de Southwark foi adicionada após o lobby do conselho local. Na verdade, está localizada próximo ao limite do bairro com Lambeth na Joan Street. Embora esteja perto de Waterloo, não perto das atrações de Bankside que deveria servir, e seu único intercâmbio da National Rail é para a estação principal da linha London Waterloo East; o uso do passageiro corresponde ao de outras estações centrais menores. No entanto, supera o dobro do tráfego da estação Borough próxima e cerca de três vezes o de Lambeth North.

## História
A estação Southwark foi projetada por Sir Richard MacCormac da MJP Architects. Está em um local apertado, com suas plataformas sob o viaduto da linha principal vitoriana entre as estações Waterloo East e London Bridge. O local apresentava importantes dificuldades técnicas e arquitetônicas que foram resolvidas com a construção de dois saguões em níveis diferentes.
As duas plataformas têm portas de plataforma de plataforma que visam evitar que passageiros ou detritos caiam nos trilhos. Eles estão conectados em cada extremidade ao saguão inferior, que é um túnel simples entre as plataformas e é iluminado por "faróis" de vidro e aço em cada extremidade, e é revestido com painéis de aço inoxidável, deliberadamente deixados sem polimento. As escadas levam a uma seção de andar alto na área central do túnel, de onde três estreitos poços de escadas rolantes conduzem lateralmente (sul) ao saguão superior.
O saguão superior é a peça central da estação. É um espaço 16 m (52 ft) de altura com um telhado de vidro que permite que a luz do dia entre profundamente na estação. É confrontado com uma espetacular parede de vidro, 40 m (130 ft) de comprimento, composto por 660 peças de vidro azul especialmente cortadas, projetadas pelo artista Alexander Beleschenko. A parede é uma das características arquitetônicas mais célebres da extensão, ganhando a aprovação da crítica e vários prêmios.
MacCormac disse que o design deste e do saguão inferior foi inspirado no trabalho do arquiteto prussiano do século 19, Karl Friedrich Schinkel.
Uma extremidade do saguão mais alto se conecta à estação Waterloo East e a outra extremidade ao modesto prédio baixo de entrada da estação, que deve servir de base para um futuro desenvolvimento comercial.

## Conexões
As linhas de ônibus de Londres 40, 63 e as linhas noturnas N63 e N89 atendem a estação.

## Galeria

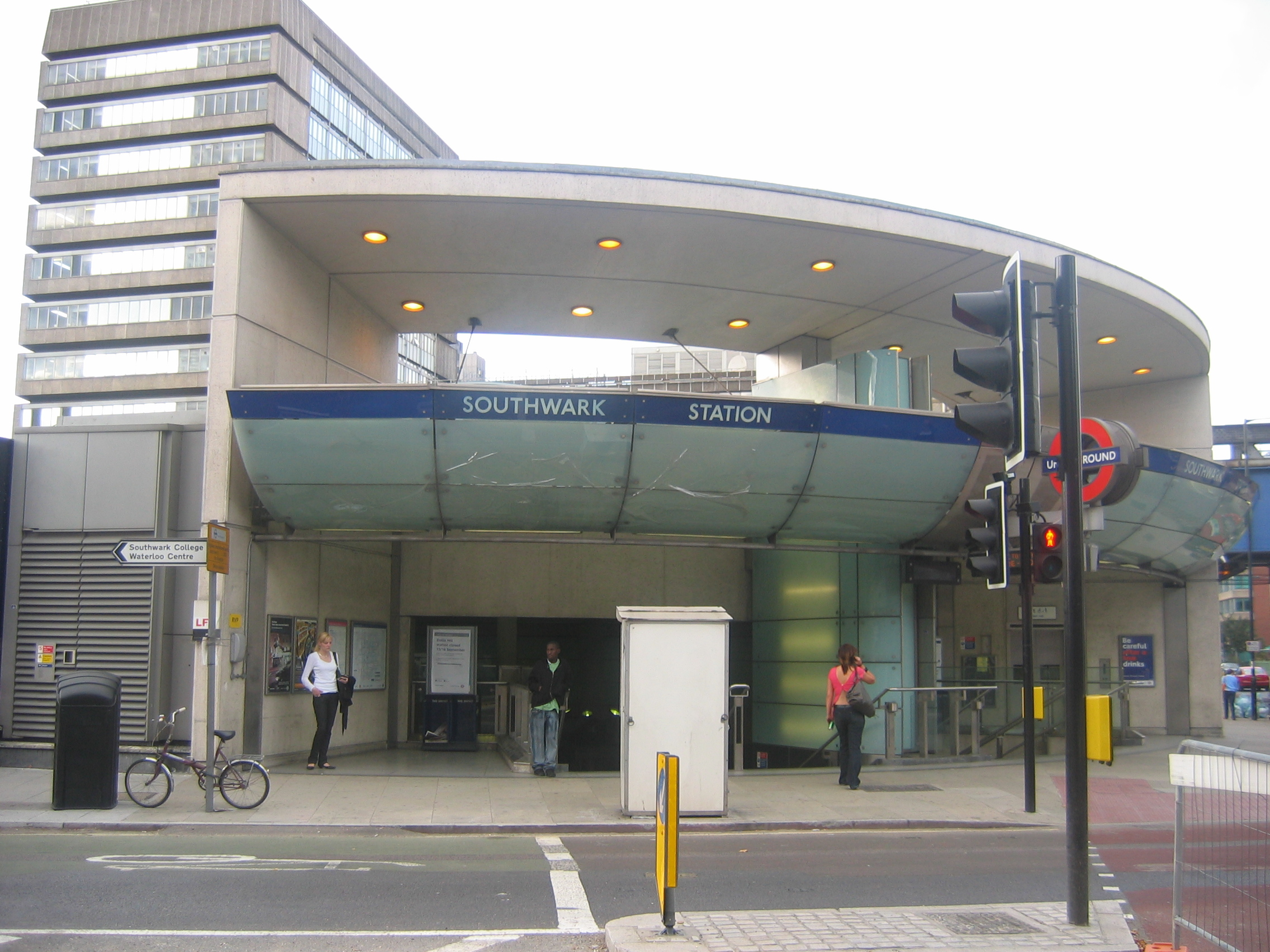
Entrada
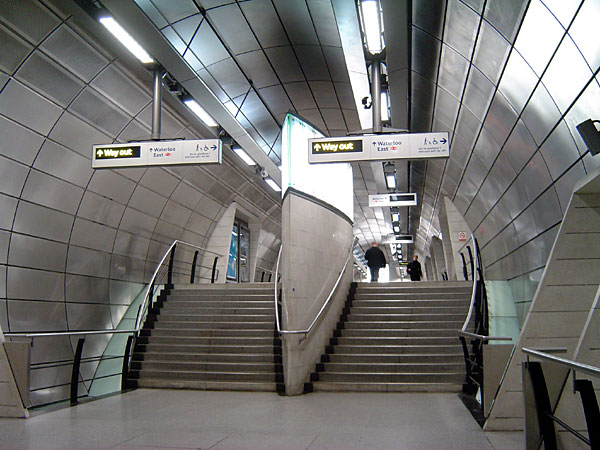
Concurso intermediário
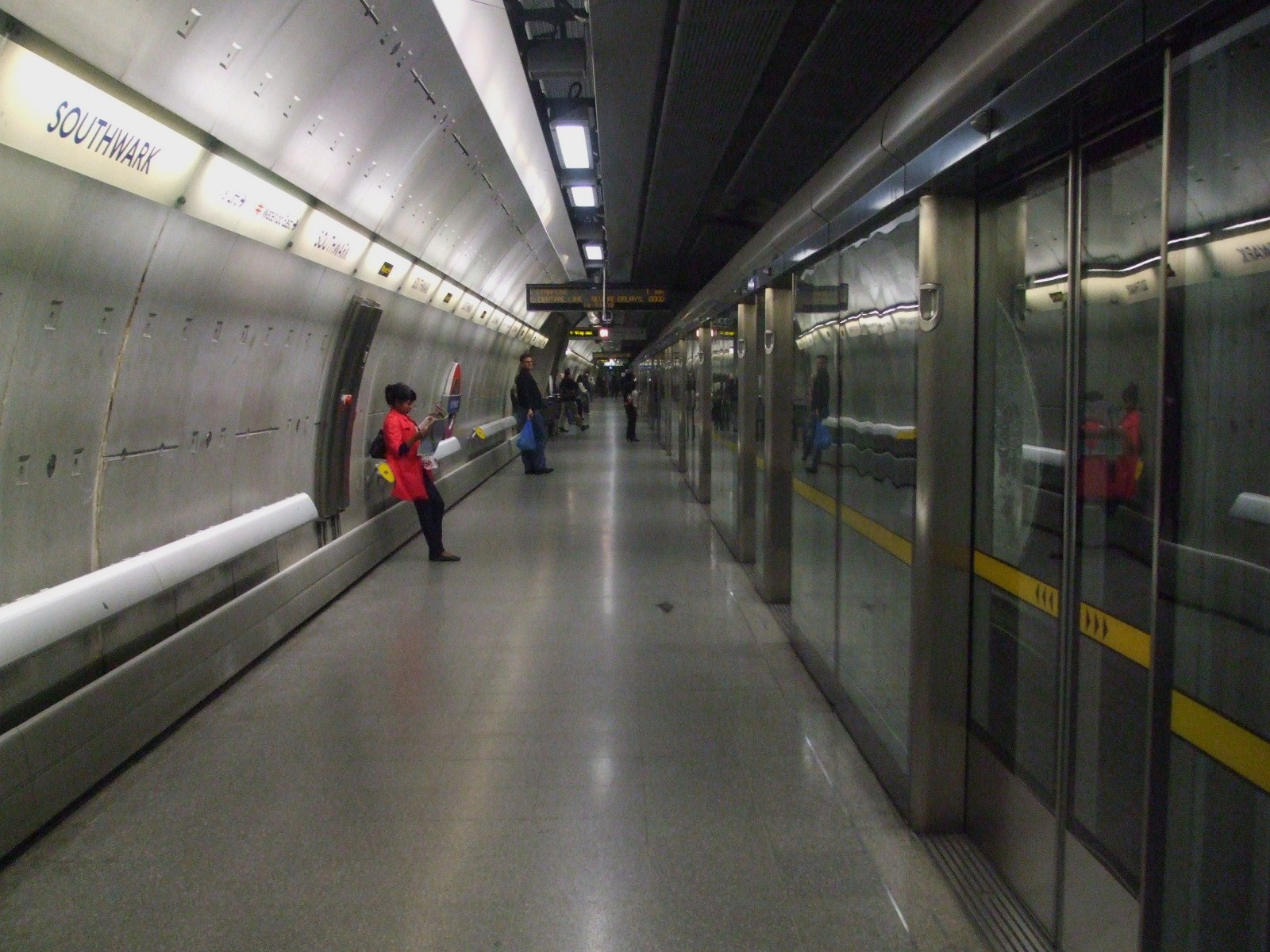
Plataforma oeste
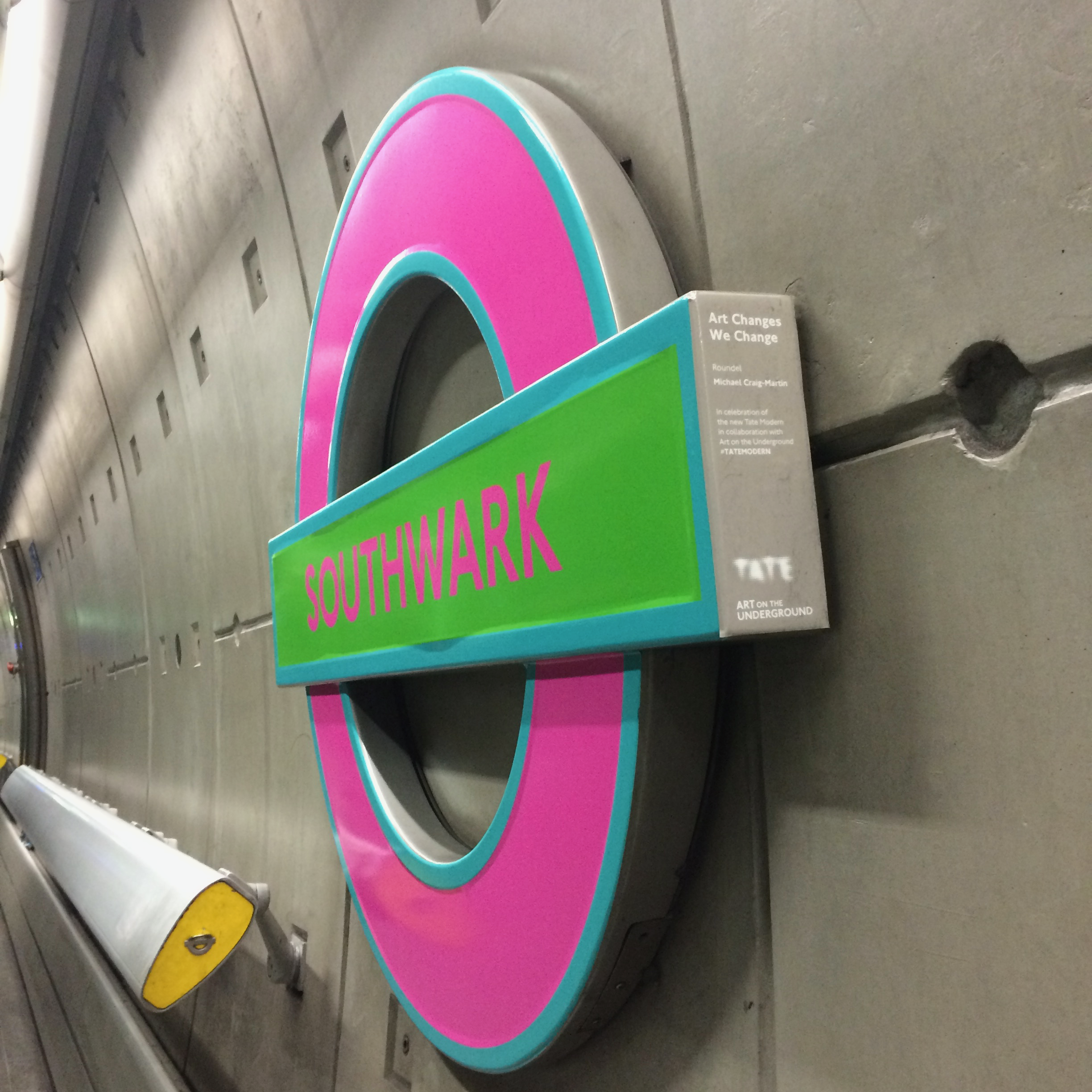
Novo design do roundel de Michael Craig-Martin em comemoração ao novo Tate Modern em colaboração com Art on the Underground

Imagens adicionais da Estação de Metrô Southwark e um estudo de caso arquitetônico estão disponíveis no site da Comissão de Arquitetura e Ambiente Construído (CABE).

## Pontos turísticos próximos
- Shakespeare's Globe
- Teatro Young Vic
- Teatro Old Vic
- Tate Modern